# Chyler Leigh
Chyler Leigh Potts (Charlotte, 10 april 1982) is een Amerikaans actrice, zangeres en model. Ze heeft onder meer terugkerende rollen in That '80s Show, The Practice en Grey's Anatomy achter haar naam. In 1997 debuteerde ze als filmactrice in Kickboxing Academy.
Behalve als actrice is Leigh sinds haar twaalfde in verschillende media te zien als model, voor onder meer Coca-Cola en Wendy's.

## Filmografie
- The 19th wife (2010)
- Not Another Teen Movie (2001)
- Kickboxing Academy (1997)

## Televisieseries
*Exclusief eenmalige gastrollen
- Supergirl - Alexandra "Alex" Danvers (2015-2021)
- Grey's Anatomy - Dr. Lexie Grey (2007-2012,2021, twee gastafleveringen, 111 reguliere afleveringen)
- Reunion - Carla Noll (2005-2006, dertien afleveringen)
- The Practice - Claire Wyatt (2003, acht afleveringen)
- Girls Club - Sarah Mickle (2002, negen afleveringen)
- That '80s Show - June Tuesday (2002, dertien afleveringen)
- 7th Heaven - Frankie (2000, drie afleveringen)
- Safe Harbor - Jamie Martin (1999, tien afleveringen)
- The Way Home - Kat Landry (Sinds 2023)

## Privé

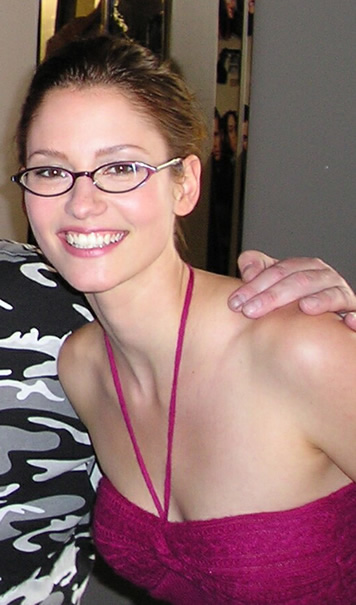
Chyler Leigh (2006)

Chyler Leigh trouwde in 2002 met acteur Nathan West, die zij ontmoet heeft tijdens een auditie met hem. Ze hebben samen drie kinderen.

## Trivia
- Leighs echtgenoot West had evenals zij rollen (rolletjes) in zowel The Practice, Safe Harbor, 7th Heaven en That '80s Show als in de film Not Another Teen Movie.